# 罗西永
罗西永（法語：Rossillon，法語發音：[ʁɔsijɔ̃]）是法国东部安省的一个市镇，属于贝莱区。

## 地理
罗西永（45°49'55"N, 5°35'37"E）面积8.07 平方千米，位于法国奥弗涅-罗讷-阿尔卑斯大区安省，该省份为法国东部省份，北起汝拉省，西北接索恩-卢瓦尔省，西接罗讷省和里昂大都会，南至伊泽尔省，东与萨瓦省、上萨瓦省和瑞士接壤。
与罗西永接壤的市镇（或旧市镇、城区）包括：阿尔米、拉比尔邦什、谢尼约拉巴尔姆、大维里约。

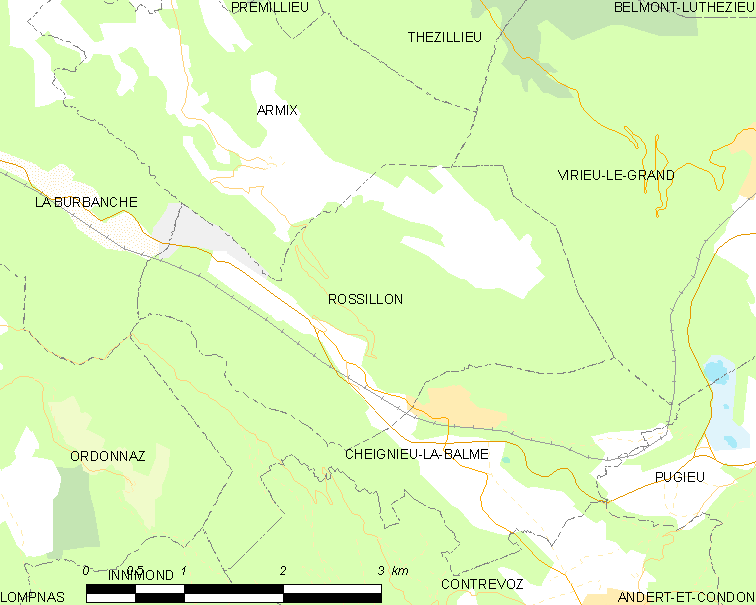
罗西永的OSM定位图

罗西永的时区为UTC+01:00、UTC+02:00（夏令时）。

## 行政
罗西永的邮政编码为01510，INSEE市镇编码为01329。

## 政治
罗西永所属的省级选区为贝莱县。

## 人口

1962-2008年间罗西永人口变化图示

罗西永于2022年1月1日时的人口数量为164人。